# طاقة الرياح في روسيا

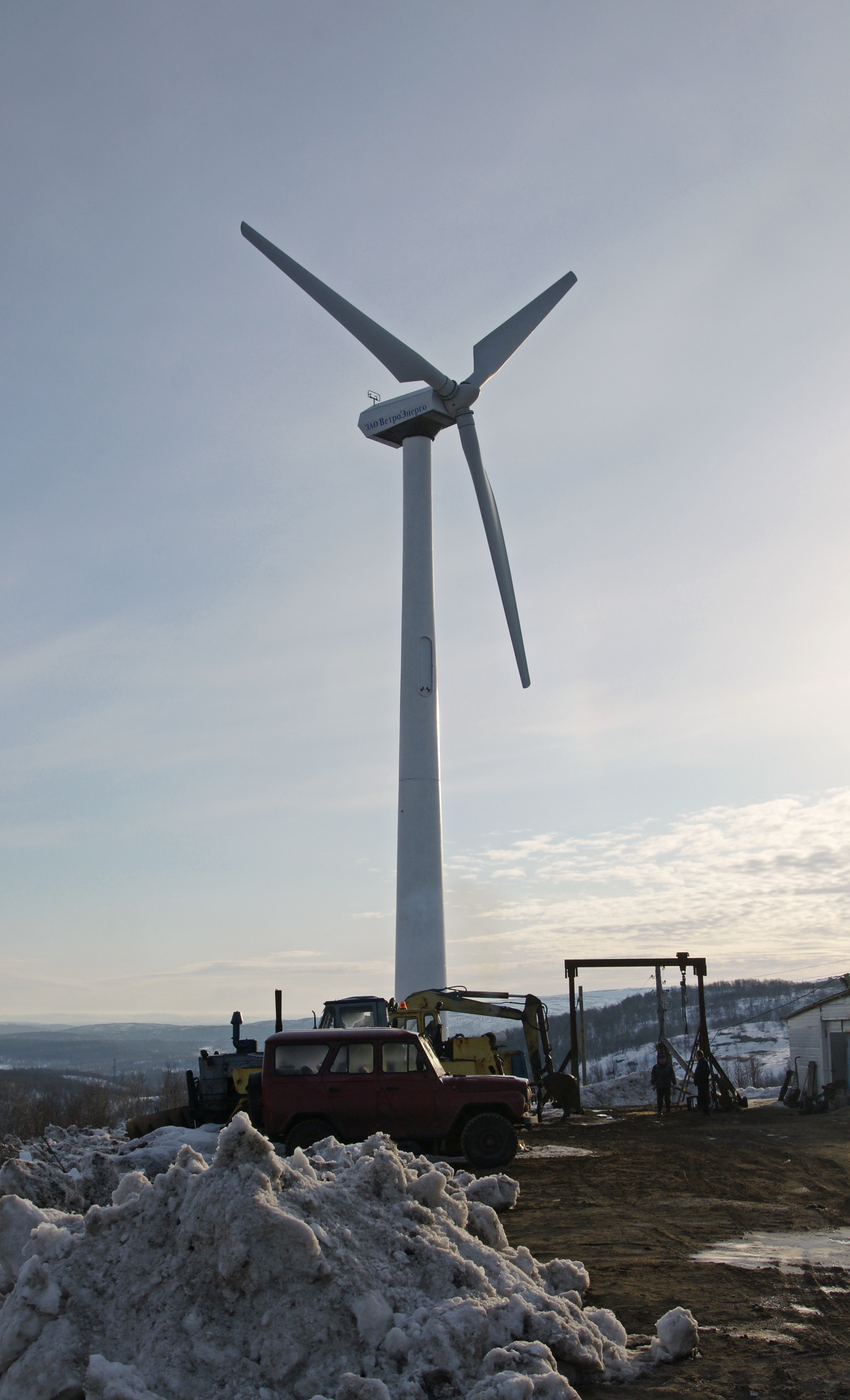
توربينة رياح بالقرب من فندق أومني، مورمانسك. إمكانية توليد طاقة الرياح من منطقة أوبلاست مورمانسك هي الأكبر على الإطلاق في روسيا.

إنتاج الكهرباء في روسيا حسب المصدر في عام 2008، بلغت نسبة الطاقة الكهرمائية 16% في ذلك العام. بينما مثّلت باقي مصادر الطاقة المتجددة أقل من 1%.

تتمتع طاقة الرياح في روسيا بتاريخ طويل من الاستخدام المحدود، لكن مع ذلك لم تتطور تلك المحطات لتبدأ مرحلة الإنتاج التجاري. يقع معظم الإنتاج الحالي في المناطق الزراعية ذات الكثافة السكانية المنخفضة، حيث يصعب الاتصال بشبكة الطاقة الرئيسية. في عام 2006، بلغت إجمالي سعة طاقة الرياح المثبتة في روسيا حوالي 15 ميجاوات.
تقدر الطاقة الإجمالية لطاقة الرياح لروسيا سنويا بحوالي 80 ألف تيرا وات ساعة، 6,218 تيرا وات ساعة للاستخدام الاقتصادي. يتم توليد معظم تلك الطاقة في السهول الجنوبية والسواحل البحرية في انحاء البلاد. بسبب انخفاض الكثافة السكانية في تلك المناطق التي تصل إلى شخص واحد لكل كيلومتر مربع يصعب تطوير تلك المزارع.
تبلغ الطاقة الإجمالية لمشاريع طاقة الرياح الروسية الحالية أكثر من 1,700 ميجاوات، على الرغم من أنه تم تركيب أقل من 17 ميجاوات في نهاية عام 2010. تتوقع جمعية طاقة الرياح الروسية أنه إذا حققت روسيا هدفها المتمثل في الحصول على 4.5 ٪ من الطاقة من المصادر المتجددة بحلول عام 2020، سيكون للبلد طاقة رياح إجمالية قدرها 7000 ميجاوات.
في عام 2010، تم الإعلان عن خطط لبناء محطة طاقة الرياح في ييسك، على بحر آزوف. من المتوقع أن تبلغ السعة المبدئية لها حوالي 50 ميجاوات، والتي ستصبح 100 ميجاوات في العام التالي.
أعلنت شركة الهندسة الألمانية سيمينز في يوليو 2010، بعد زيارة قامت بها المستشارة أنجيلا ميركل إلى روسيا، أنها ستقوم ببناء محطات طاقة الرياح في روسيا. بحلول عام 2015، كانت الشركة تأمل في تثبيت 1,250 ميجاوات من الطاقة في روسيا. اعتبارا من عام 2015 ، كانت القدرة 15.4 ميجاوات فقط.

## قائمة مزارع الطاقة في روسيا
| الاسم                   | الموقع                                                | السعة (بالميجاوات) | ملاحظات                            |
| ----------------------- | ----------------------------------------------------- | ------------------ | ---------------------------------- |
| مزرعة تشوكوتكا للرياح   | 65°37′47.9″N 171°41′23.9″E / 65.629972°N 171.689972°E | 2.5                |                                    |
| Priyutnenskaya VES      | 46°12′32″N 44°09′26″E / 46.20889°N 44.15722°E         | 2.4                | من تصميم شركة ALTEN.               |
| مزرعة كوليكوفو للرياح   | 55°37′48″N 63°39′35.9″E / 55.63000°N 63.659972°E      | 5.025              |                                    |
| مزرعة مورمانسك للرياح   | 68°59′35″N 33°7′6.4″E / 68.99306°N 33.118444°E        | 0.2                |                                    |
| مزرعة أورينبورغ للرياح  | 51°46′59.9″N 55°6′0″E / 51.783306°N 55.10000°E        | 1                  |                                    |
| مزرعة روستوف وتغ للرياح | 57°12′0″N 39°27′0″E / 57.20000°N 39.45000°E           | 0.3                |                                    |
| مزرعة تايبكيلدي للرياح  | 54°36′0″N 53°43′47.9″E / 54.60000°N 53.729972°E       | 2.5                | محطة طاقة تجريبية، في باشكورتوستان |
| مزرعة ييسك للرياح       | 46°28′N 38°19′E / 46.467°N 38.317°E                   | 72                 | إقليم كراسنودار، بحر آزوف          |

## وصلات خارجية
- الرابطة الروسية لصناعة طاقة الرياح.
- ألمانيا تتعهد ببناء مزارع بقدرة توليد 51 ميجاوات.